# Gałęzinowo
Gałęzinowo (kaszb. Gałãzënowò, niem. Überlauf) – wieś w Polsce położona w województwie pomorskim, w powiecie słupskim, w gminie Redzikowo. Leży przy trasie linii kolejowej Słupsk - Ustka, z przystankiem Gałęzinowo.
W latach 1975–1998 miejscowość administracyjnie należała do województwa słupskiego.

## Nazwa
Nazwa ma pochodzenie słowiańskie i jest poświadczona po raz pierwszy w 1286. Ma charakter topograficzny i powstała poprzez dodanie do nazwy pospolitej gałąź formantu -no. Współczesna forma Gałęzinowo w miejsce oczekiwanej *Gałęźno jest wynikiem błędnej resubstytucji wynikającej z niedokładności zapisów historycznych. Niemiecka nazwa Überlauf jest niezwiązana z nazwą słowiańską i ma charakter topograficzny. Wywodzi się od nazwy pospolitej Überlauf „przelew, przelewanie się”.
Rada Języka Kaszubskiego proponuje kaszubską formę nazwy Gałãzënowò.